# Coenonympha orientalis
Coenonympha orientalis är en fjärilsart som beskrevs av Hans Rebel 1904. Coenonympha orientalis ingår i släktet Coenonympha och familjen praktfjärilar. IUCN kategoriserar arten globalt som sårbar. Inga underarter finns listade i Catalogue of Life.